# Décennie 1510 en arts plastiques
Chronologie des arts plastiques
Années 1500 - Années 1510 - Années 1520
Cet article concerne les années 1510 en arts plastiques.

## Événements
- 1510 : le potier japonais Gorodayu Go Shonzui se rend à Jingdezhen, où il étudie pendant cinq ans les techniques de fabrication des porcelaines. De retour au Japon, il ouvre la première fabrique de porcelaines japonaises à Arita dans la province de Hizen[1].

- 4-15 février 1512 : l'artiste allemand Albrecht Dürer devient le peintre de cour de l'empereur Maximilien Ier à l'occasion de son séjour à Nuremberg[2].

- 1513 : les peintres Kanō Motonobu (école de peinture Kanô) et Sōami décorent l'intérieur du bâtiment du sanctuaire Daisen-in au Japon[3].

- 1514 : après l'expédition de Selim Ier à Tabriz, les Ottomans rapportent à Constantinople des miniatures persanes attribuées à Mohamed Siyah Qalem, actuellement exposées au musée de Topkapı[4].
- 1516 : le roi François Ier fait venir Léonard de Vinci à Amboise, où il passe les trois dernières années de sa vie au château du Clos Lucé[5].

- Juin 1518 : le peintre Andrea del Sarto est appelé à la cour de François Ier, qui le charge d’acheter pour son compte des œuvres d’art en Italie. Il revient à Florence en mars 1519 et utilise l’argent à d’autres fins[6].

## Réalisations
- 1508 - 1511 : Albrecht Dürer peint le panneau de l’Adoration de la Trinité  pour Matthäus Landauer à Nuremberg[7].
- 1508 - 1524 : Raphaël peint ses fresques dans les loggias du Vatican ; Chambre de la Signature (1508-1511), Chambre d'Héliodore (1511-1514), Chambre de l'Incendie du Borgo (1514-1517), Chambre de Constantin (1517-1525)[8]
- 1510 : Retable de Sansepolcro et le Baptême du Christ, du Pérugin[9].

- Vers 1510 : Mariage mystique de sainte Catherine, toile de Gérard David[10].
- 1510-1511 : Vie de San Filippo Benizi fresques d’Andrea del Sarto à la basilique de la Santissima Annunziata à Florence[11].
- 1511 : Scènes de l'Histoire de saint Antoine, fresques du Titien pour la « Scuola del Santo » à Padoue[12].
- 1511-1512 : Raphaël peint La Vierge de Foligno[13].

- 1511-1513 : Le Triomphe de Galatée, fresque de Raphaël à la Villa Farnèse[14].
- 1511-1519 : le peintre allemand de l'École du Danube Albrecht Altdorfer peint le retable de l'Abbaye de Saint-Florian, consacré à la Passion du Christ et à la légende de saint Sébastien[15].
- 1511-1520 : La Crucifixion, toile de Matthias Grünewald, Washington, National Gallery of Art[16].
- 31 octobre 1512 : Michel-Ange termine sa fresque du plafond de la chapelle Sixtine[17].
- 1512-1516 : Matthias Grünewald peint les neuf panneaux du polyptyque dit d'Issenheim (achevé vers 1515-1516), sur une commande du monastère Saint-Antoine à Issenheim[18].
- Vers 1512-1515 : Autoportrait en vieillard, dessin de Léonard de Vinci[19].

- 1513 : 
  - Le Chevalier, la Mort et le Diable, gravure sur cuivre d’Albrecht Dürer[20].
  - Retable de Corciano du Pérugin[9].
- 1513–1514 : Raphaël peint La Madone Sixtine[13].
- 1513-1515 : Michel-Ange sculpte en marbre une monumentale statue de Moïse pour le tombeau de Jules II[21].
- 1513–1523 : Le Pérugin achève le Polyptyque de Sant'Agostino[22].
- 1514 : 
  - Saint Jérôme à l’étude et Melencolia gravures sur cuivre d’Albrecht Dürer[20].
  - Le Festin des dieux, tableau de Giovanni Bellini[23].
  - Le Prêteur et sa Femme, tableau du peintre flamand Quentin Matsys[24].
  - Titien peint Amour sacré et Amour profane[25].
  - La Nativité de la Vierge, peinture d'Andrea del Sarto[26].
- Vers 1514 : Raphaël peint La Fornarina[13].

- 1515 :
  - Rhinocéros de Dürer[27].
  - Jeune Femme nue au miroir, tableau de Giovanni Bellini[23].
- Vers 1515-1520 :  La Vierge à l'Enfant entre les saints Herculan et Constance, ou Vierge de la cuisine, attribuée au Pérugin[28].

- 1516 : Neptune et Amphitrite, tableau de Jan Gossaert[29].
- 1516-1518 : Le Titien peint « L'assomption de la Vierge »[30].

- 1517 :
  - La Madone des Harpies, tableau d’Andrea del Sarto[26].
  - grand autel de l’église Saint-Jacques à Levoča (Slovaquie), de style gothique, construit par le maître graveur Pavol de Levoča, d’une hauteur de 18,5 mètres de haut[31].
  - Retable de la Transfiguration du Pérugin[9].
  - L’Assomption de la Vierge réalisé par Rosso Fiorentino pour le petit cloître de la Santissima Annunziata de Florence[32] dont la première version est refusée par les frères servites[33].
- 1517-1518 : Raphaël peint les fresques de la Loggia de Psyché à la Villa Farnesina à Rome[34].
- 1517-1519 :
  - la Résurrection de Lazare, peinture de Sebastiano del Piombo[35].
  - Le Mariage mystique de sainte Catherine d'Alexandrie en présence de saint Sébastien, tableau du Corrège (ou après 1522)[36]
- 1518 :
  - le retable Pala Pucci, peinture du Pontormo[37].
  - Raphaël peint le Portrait du pape Léon X[13].
  - Assomption Panciatichi, peinture d'Andrea del Sarto[38].
- 1518-1519 :
  - L'Empereur Maximilien Ier, gravure et Portrait de l'empereur Maximilien Ier par Albrecht Dürer[20].
  - Portrait de jeune femme ou La Fornarina, toile de Raphaël[13].
  - La Charité, peinture d'Andrea del Sarto[26].
  - Le Corrège peint à Parme ses premières fresques (Diane sur son char) dans le salon de l’abbesse du couvent de Saint-Paul, Giovanna da Piacenza (Camera di San Paolo (en))[39].
  - L'Offrande à Vénus, toile du Titien commandé par Alphonse Ier d'Este[40].

- 1518-1520 :
  - Albrecht Altdorfer peint pour l'Abbaye de Saint-Florian une série d'au moins sept panneaux sur les épisodes de la vie de  saint Florian, dont Les Adieux de saint Florian, Saint Florian roué de coups et Le Martyre de saint Florian[41].
  - La Transfiguration, peinture de Raphaël[35].
- 1519 : Portrait de Boniface Amerbach, par Hans Holbein[42]. La famille Amerbach, installée à Bâle, est l’une des principales familles d’imprimeurs du début du XVIe siècle.

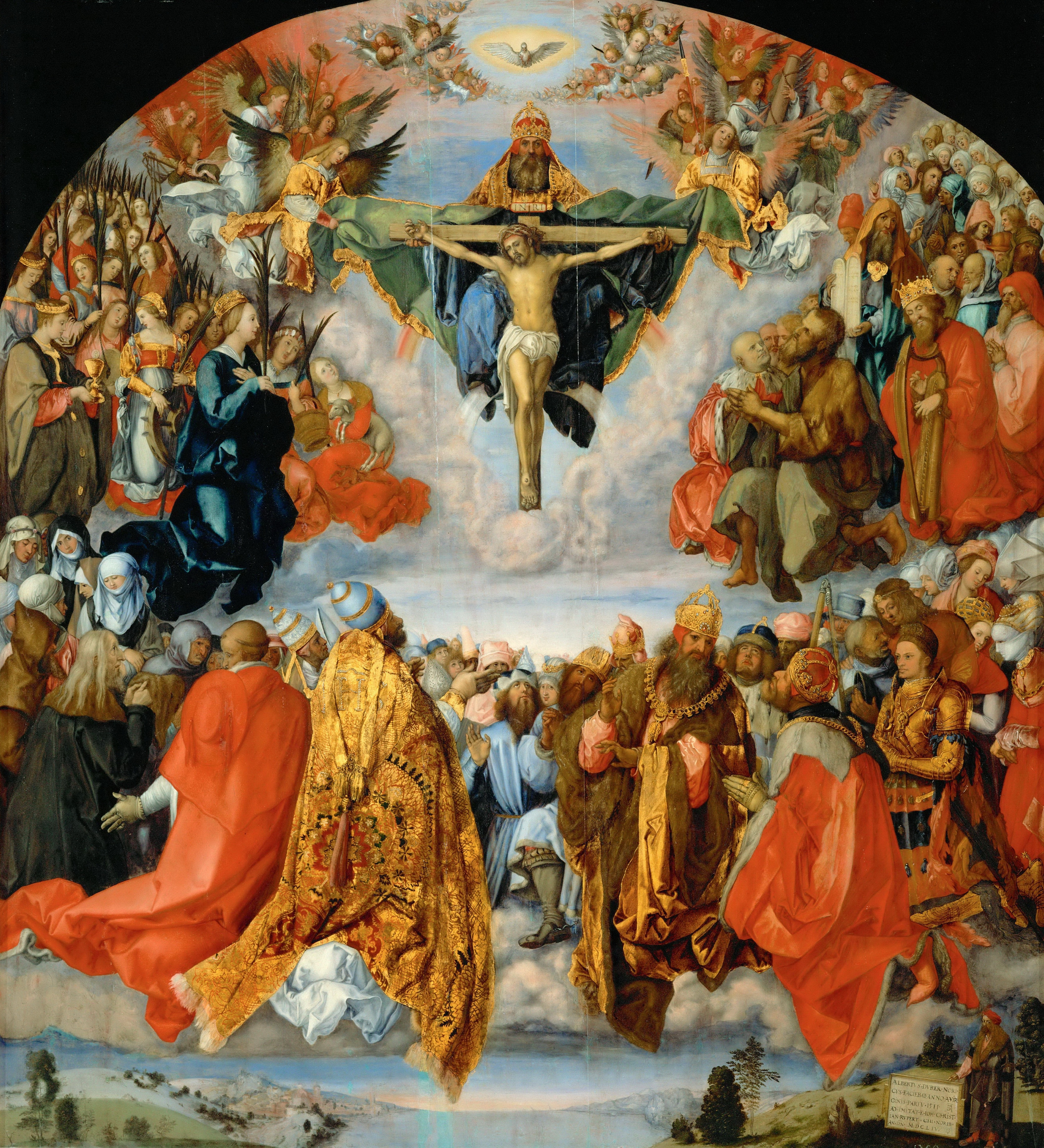
l’Adoration de la Trinité, Albrecht Dürer.
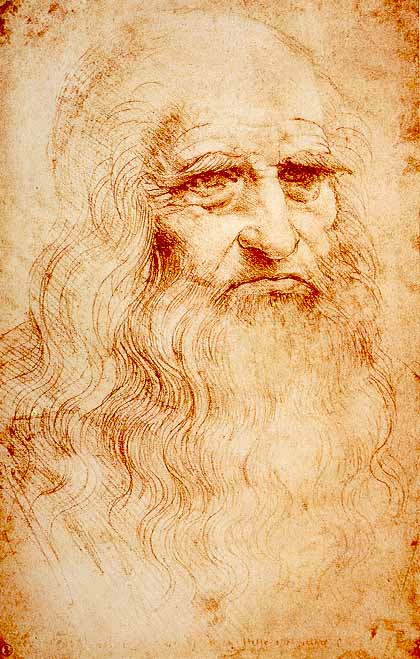
Autoportrait, Léonard de Vinci.
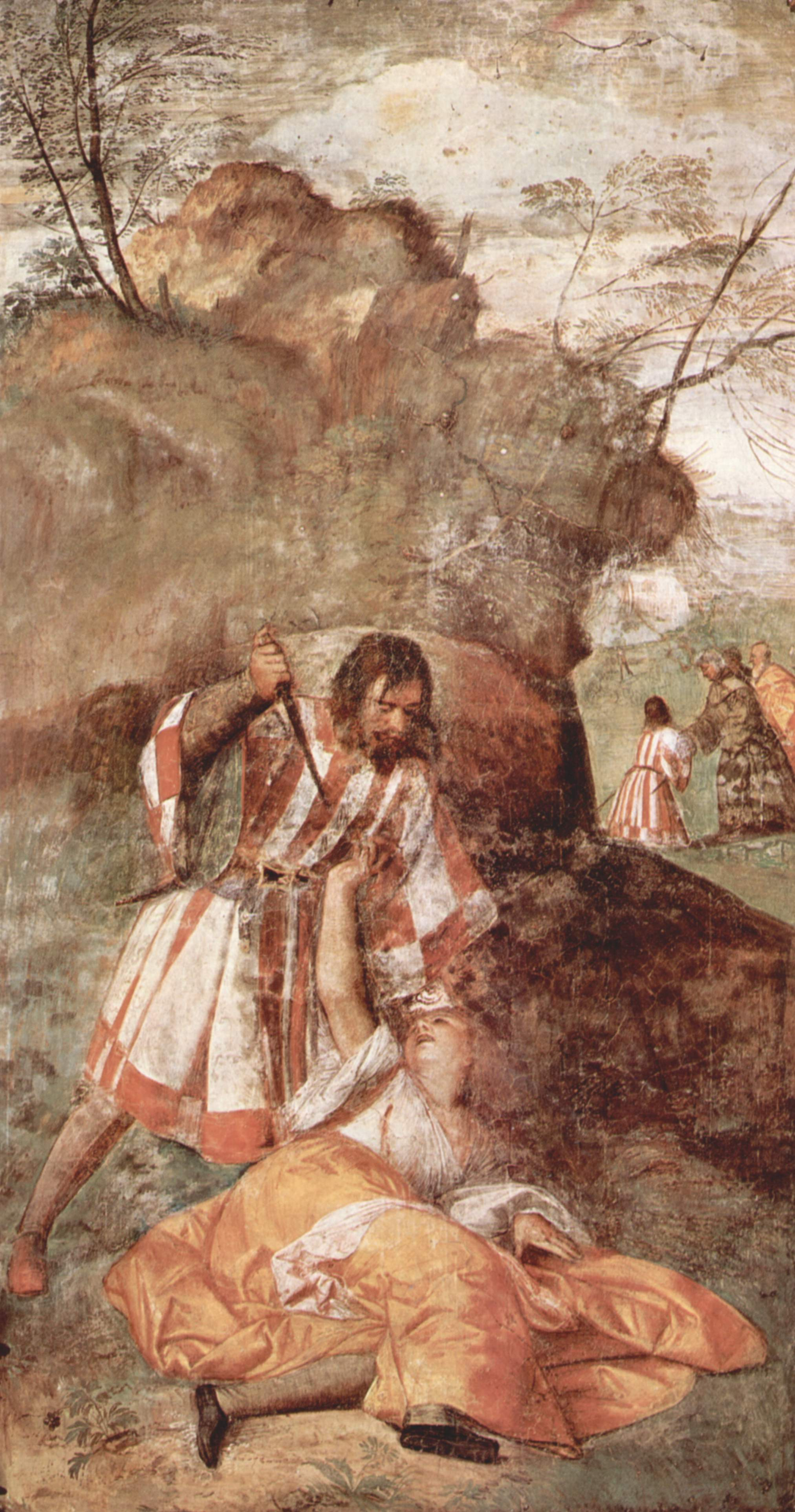
Miracles de saint Antoine, Titien.
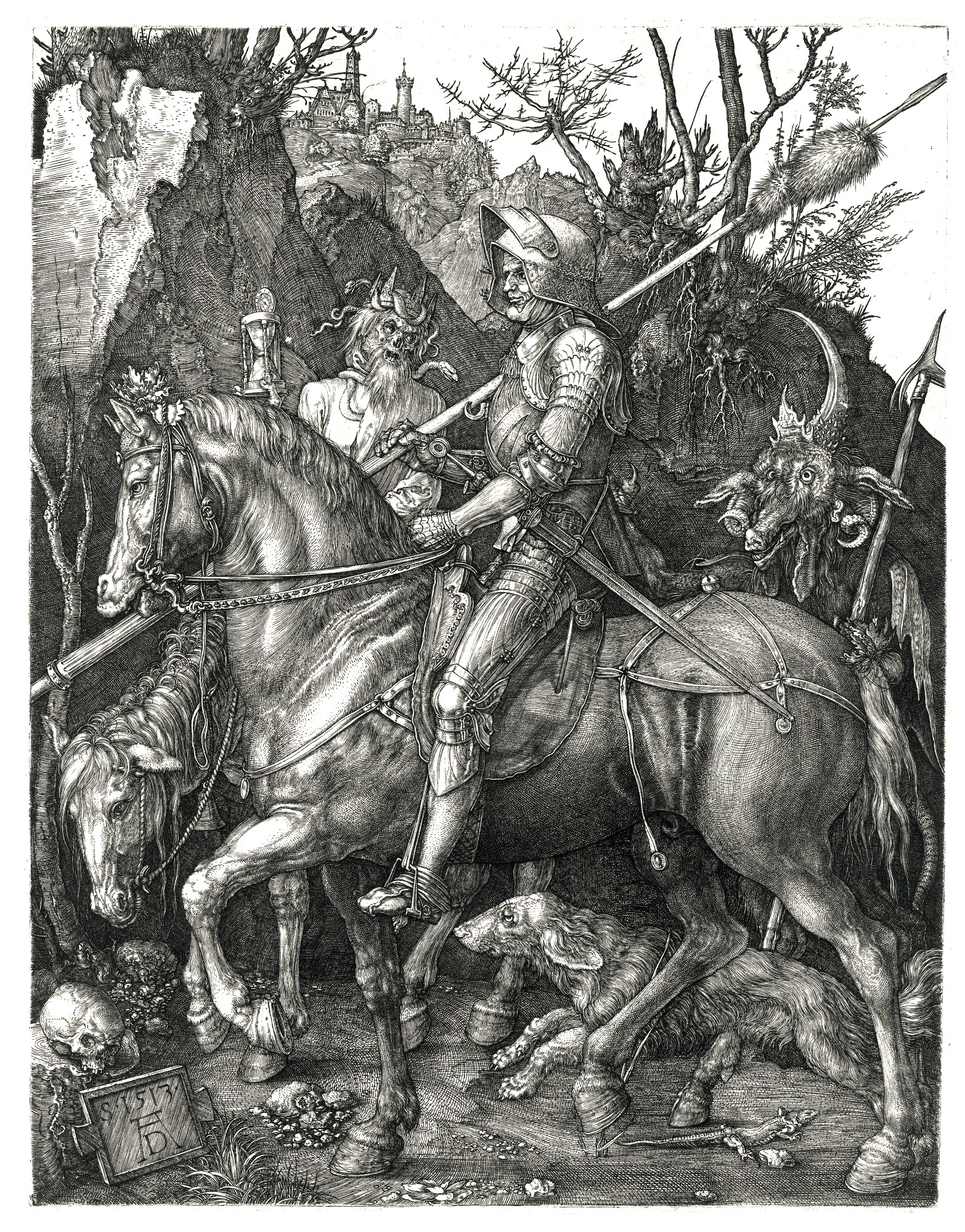
Le Chevalier, la mort et le diable, Albrecht Dürer.
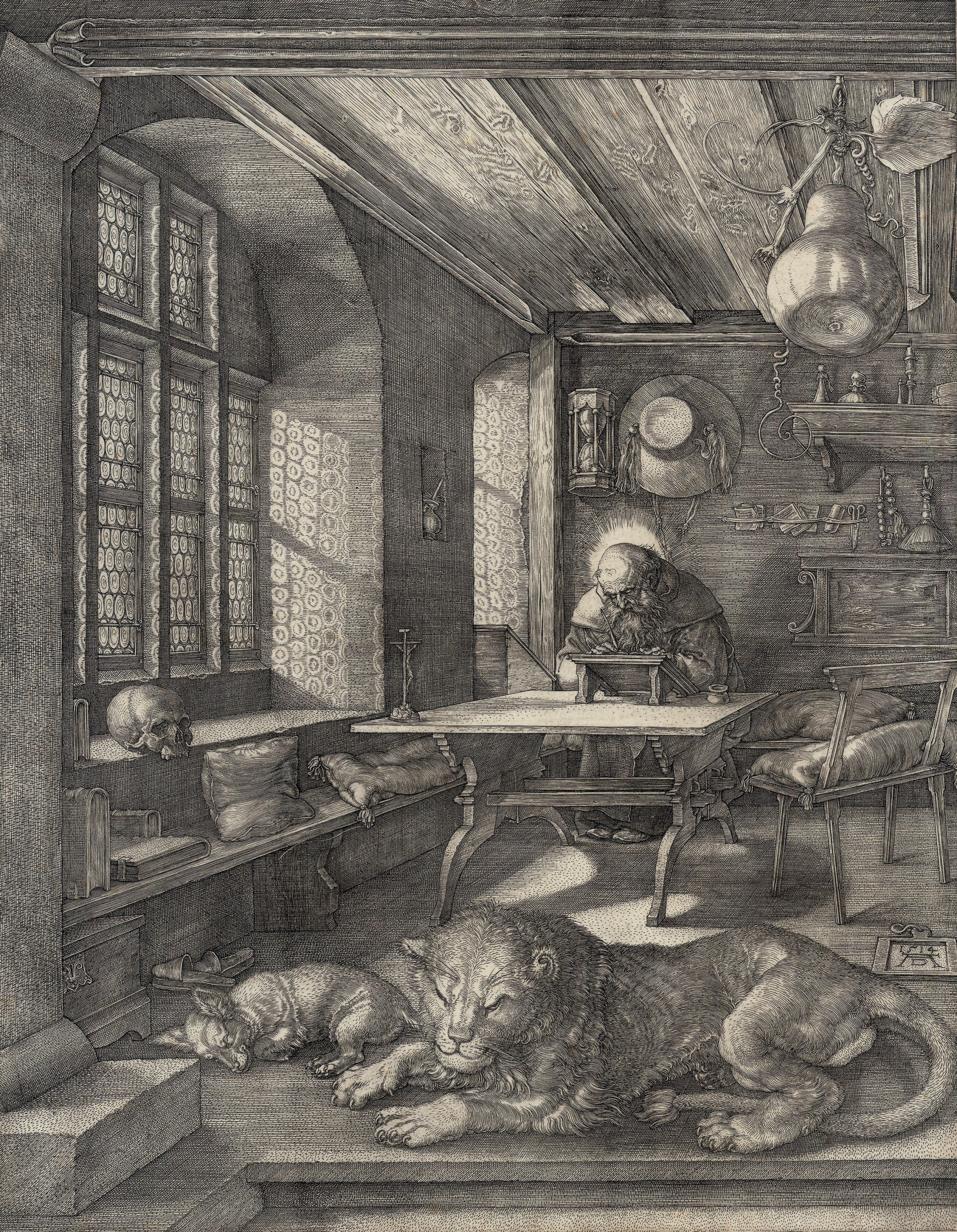
Saint Jérôme à l’étude, Albrecht Dürer.
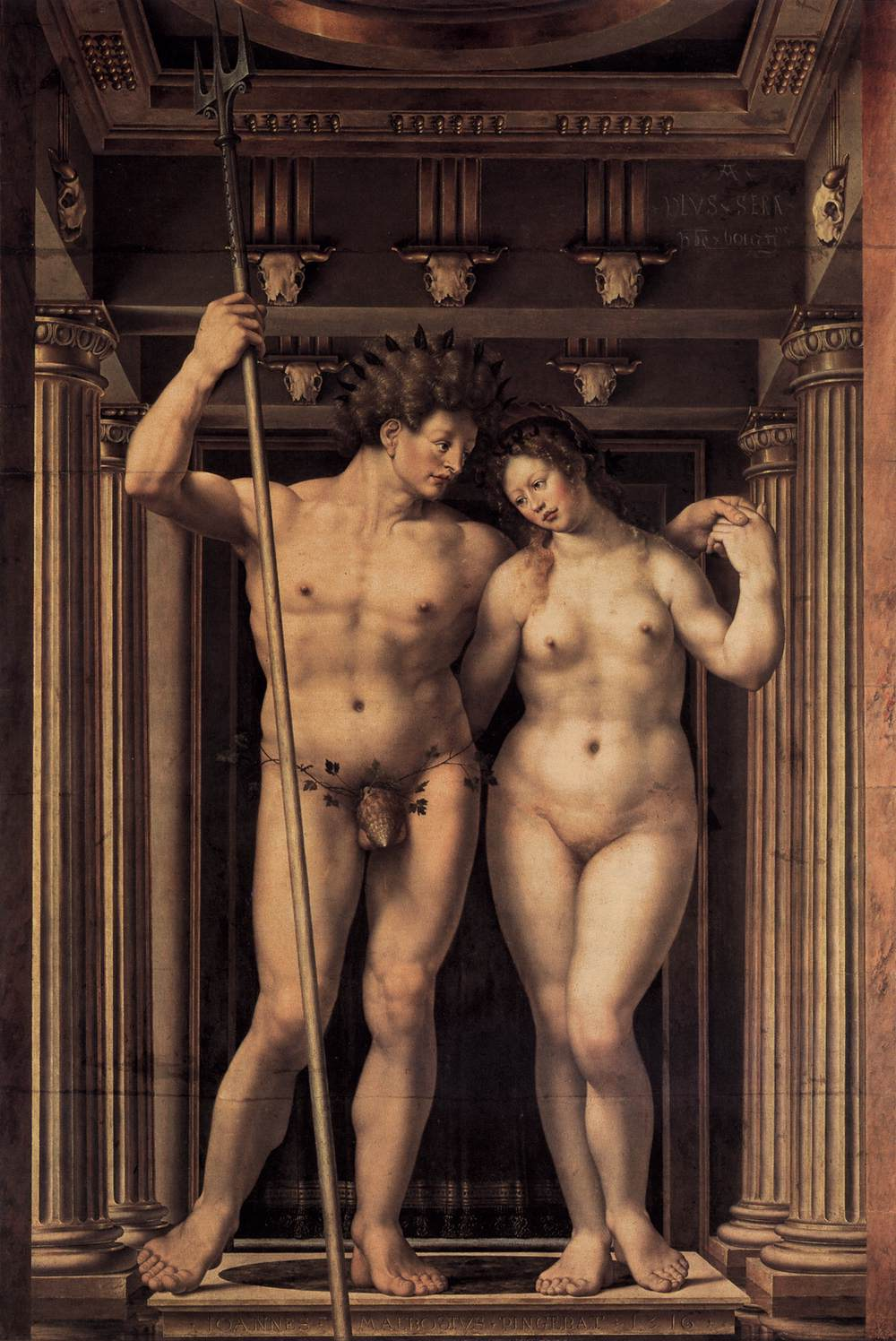
Jan Gossaert - Neptune et Amphitrite
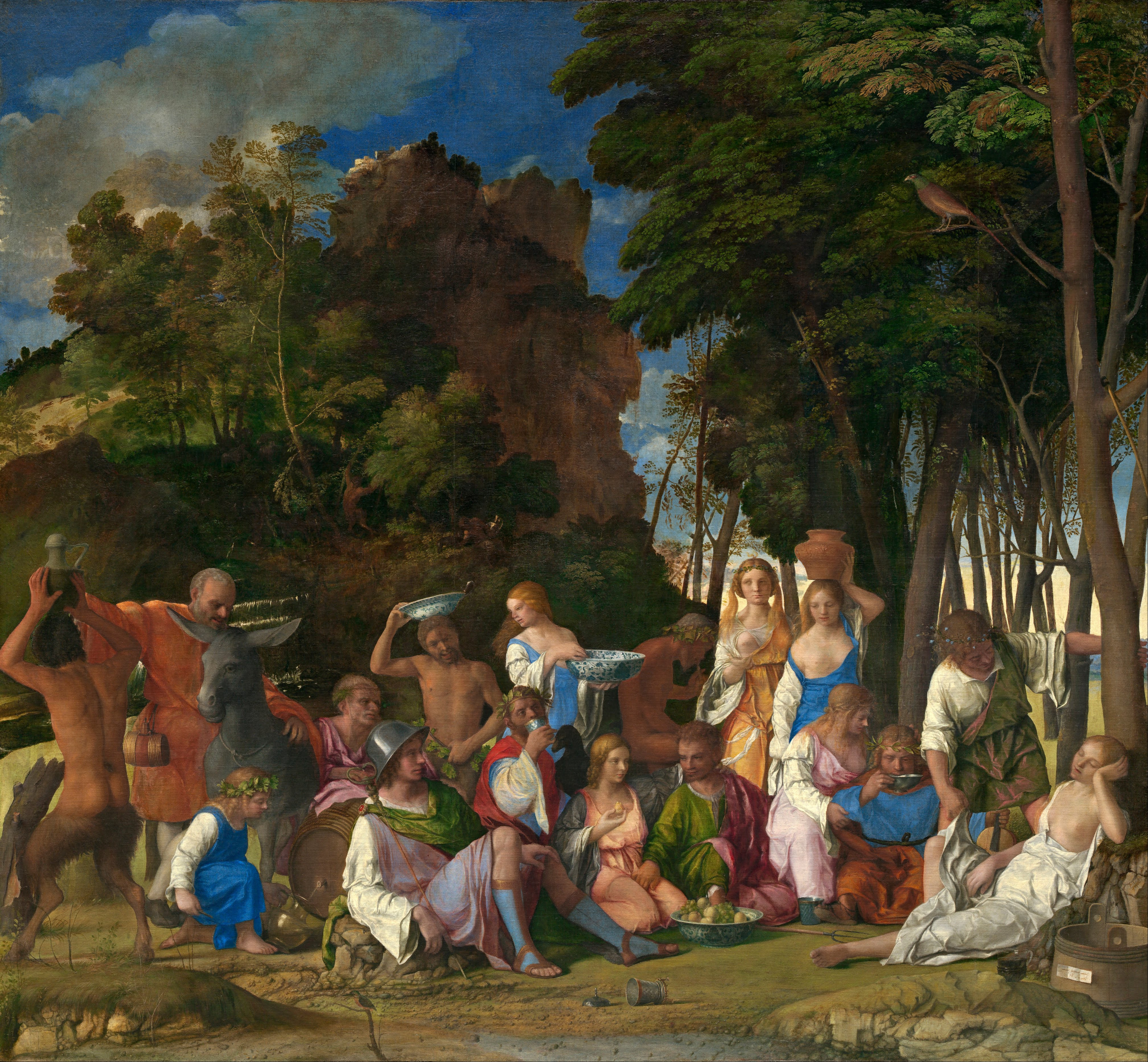
Le Festin des Dieux, Giovanni Bellini.
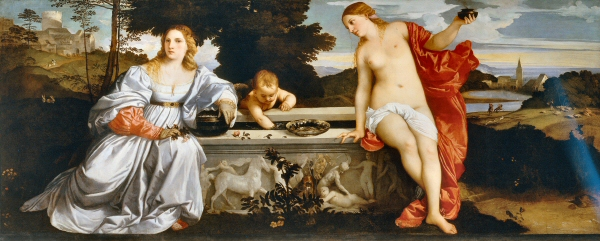
Amour Sacré et Amour Profane, Titien
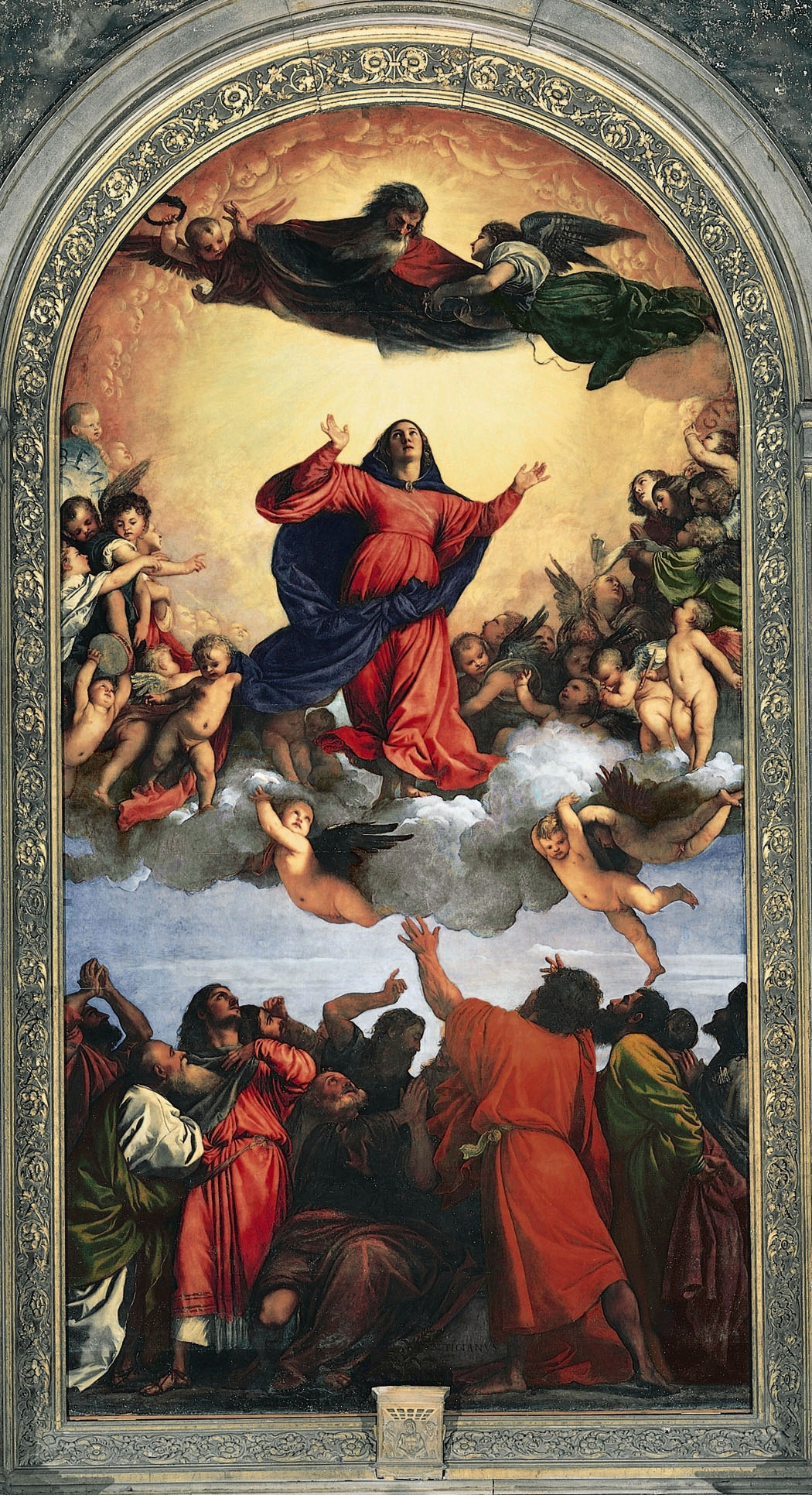
Assomption, Titien.
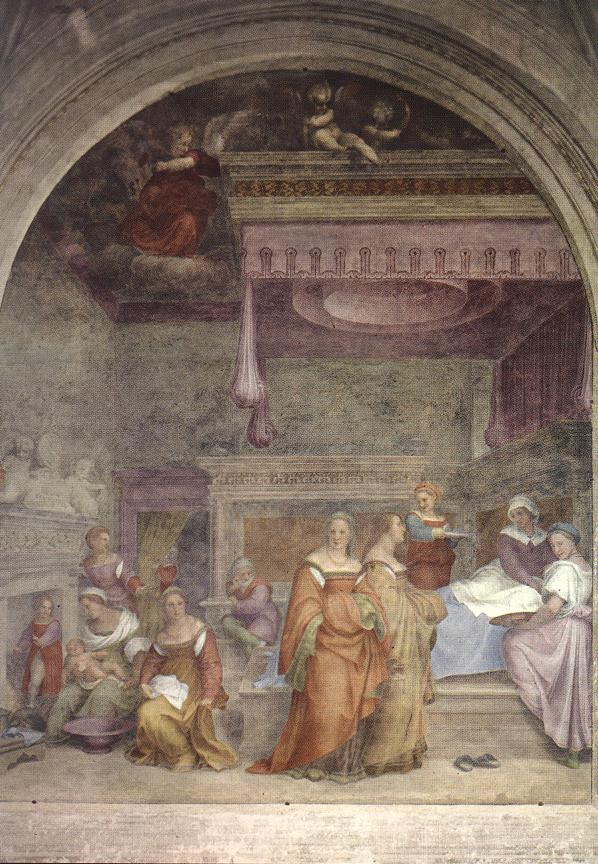
La Nativité de la Vierge, peinture d'Andrea del Sarto
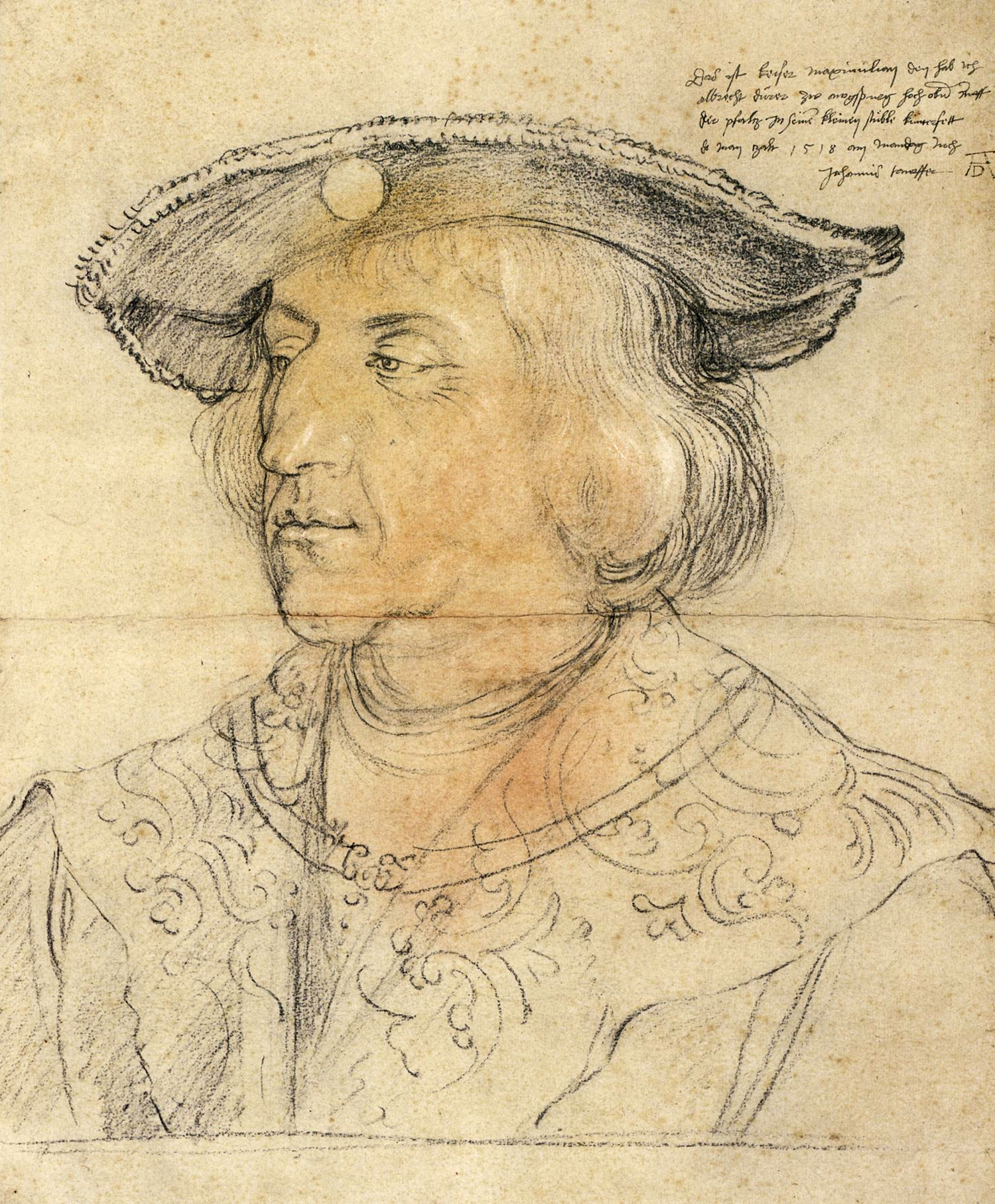
Portrait au fusain de Maximilien, Albrecht Dürer.
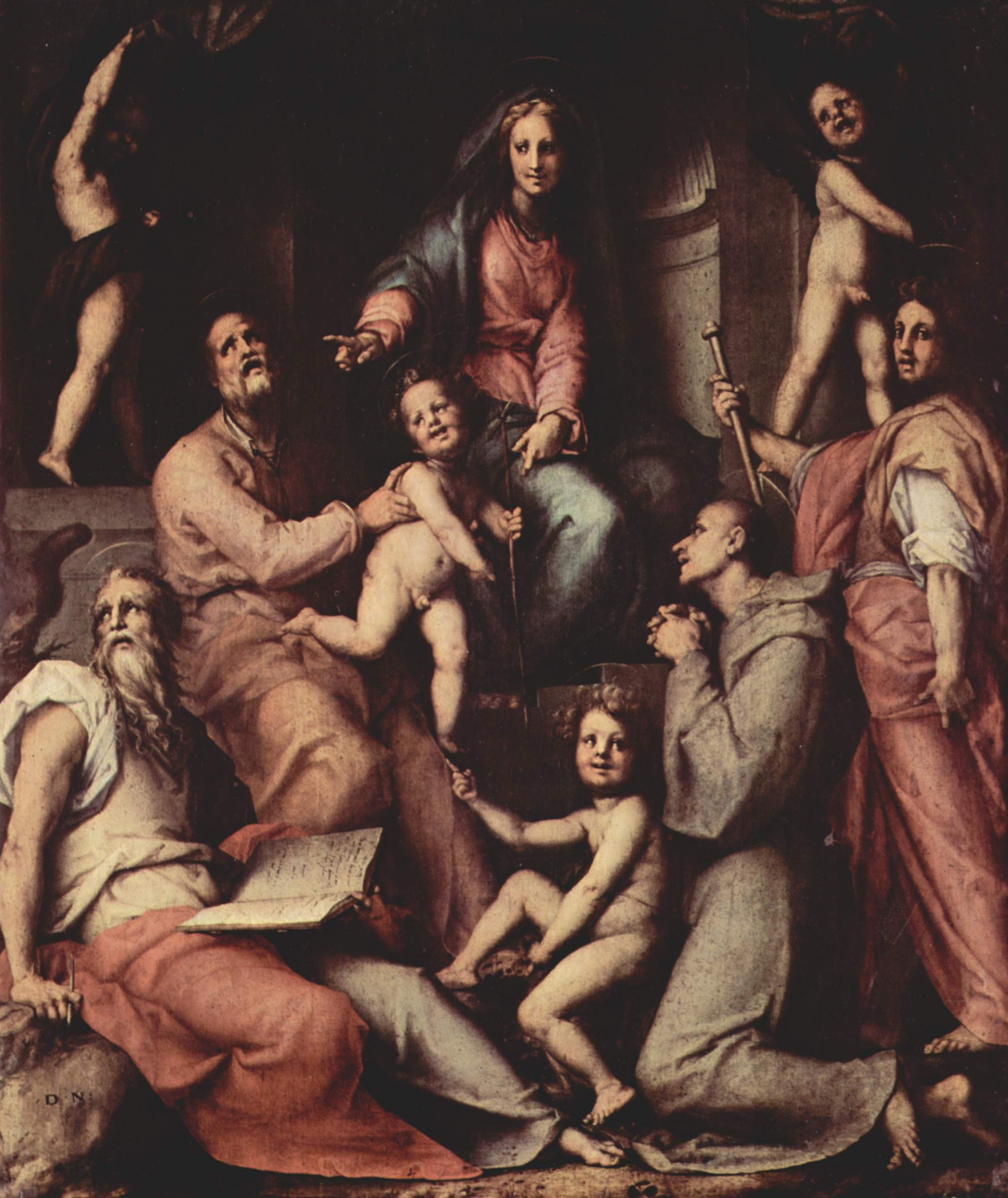
Vierge à l'Enfant et les Saints (Pala Pucci), Pontormo
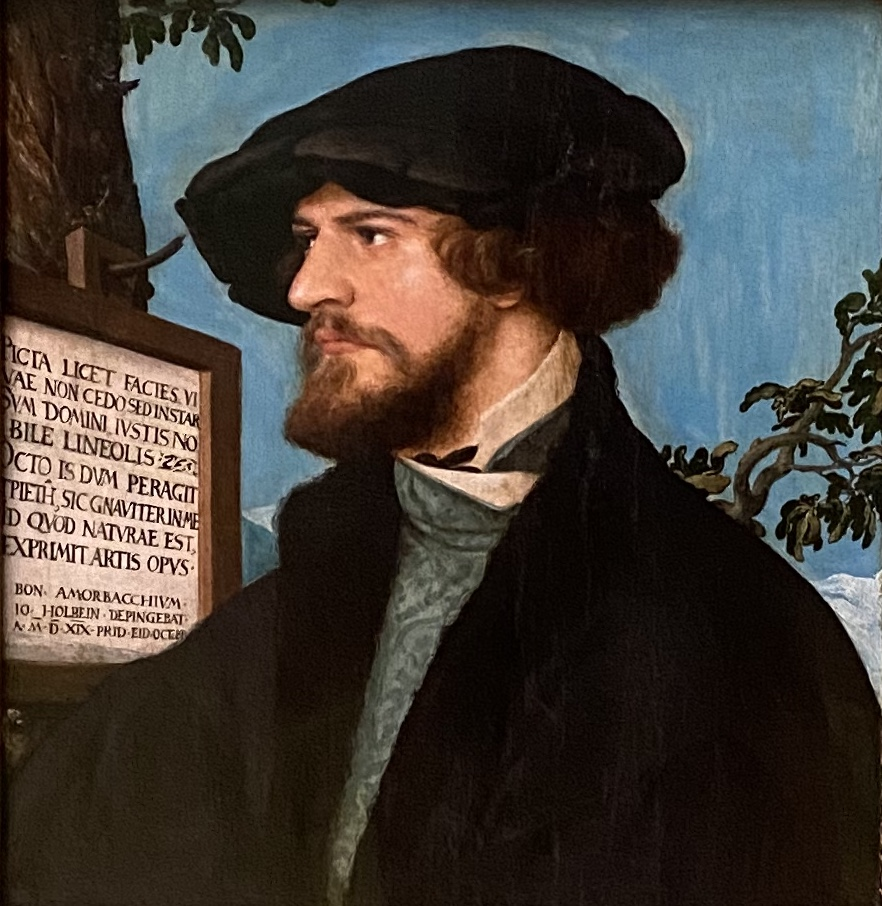
Portrait de Boniface Amerbach, Hans Holbein le Jeune
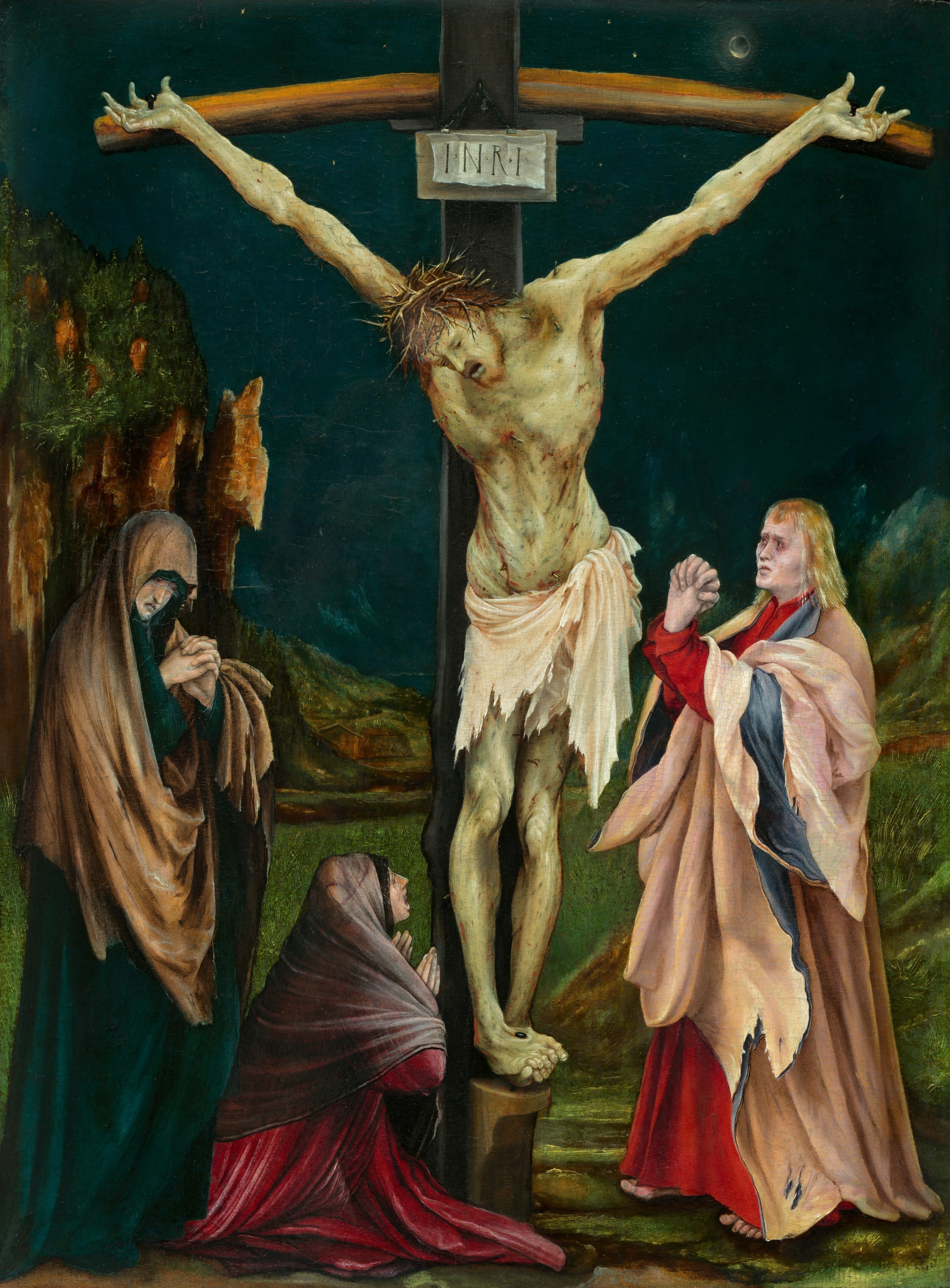
La Crucifixion de Washington, Matthias Grünewald
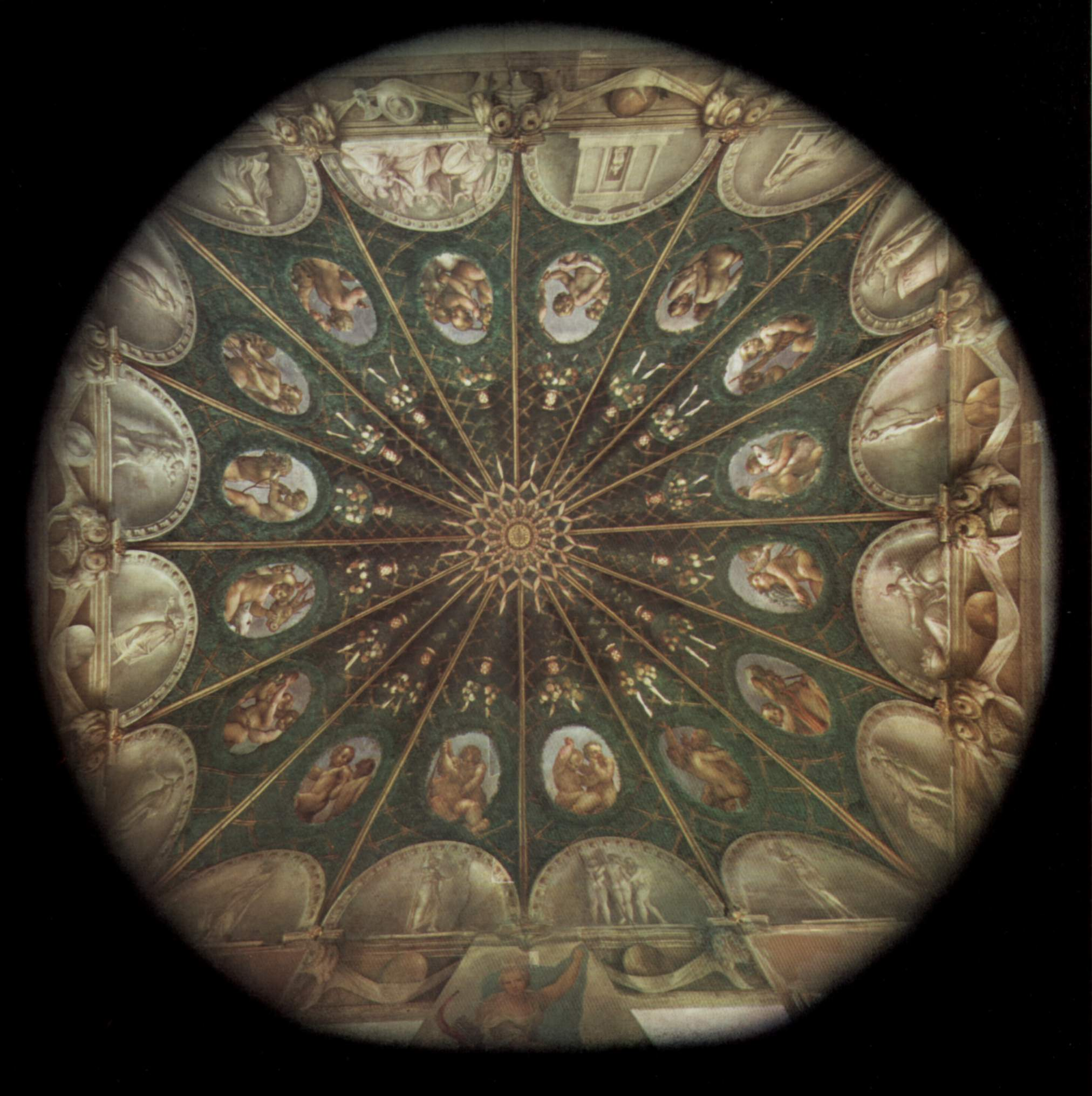
Le Corrège, La « Chambre de l'abbesse ».
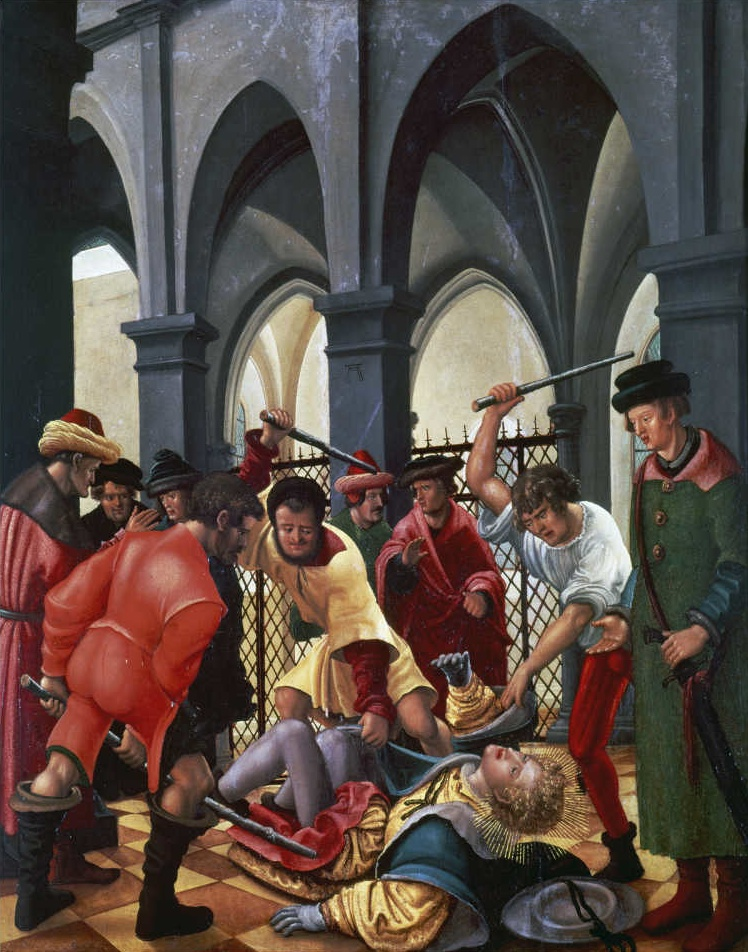
Saint Florian roué de coups, Albrecht Altdorfer